# Dózsa György
Dózsa György är en opera av den ungerske kompositören Ferenc Erkel. Den är baserad på György Dózsas liv, och hade urpremiär 1867.